# Karl Wolf (Theaterleiter)
Karl (Carl) Alois Wolf (* 11. April 1848 in Meran, Tirol (heute Südtirol, Italien); † 3. Februar 1912 in Meran) war ein österreichischer Theaterleiter, Volksschriftsteller, Theaterautor, Gründer, Autor und Leiter der Meraner Volksschauspiele, Kaufmann, Pensionsinhaber, Schirmherr des 1. Haflinger Bauerngalopprennens und Kommandant der Freiwilligen Feuerwehr Meran.

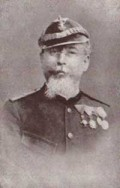
Feuerwehrkommandant 1898–1912

## Biographie
Geboren wurde er als einziger Sohn der zweiten Ehe des akademischen Malers und Melblers Alois Anton Wolf (* 14. April 1804; † 14. Januar 1864) und Anna Maria Zülli (* 21. Dezember 1814; † 1895). Er besuchte das Humanistische Gymnasium in Meran und ab 1863 die Realschule in Rovereto. 1864 kehrte er wegen des Todes seines Vaters zu seiner Mutter nach Meran zurück, begann eine Kaufmannslehre und widmete sich bereits dem Theaterspiel. Um 1866/1868 diente er freiwillig unter der ersten Landsturmkompanie am Tonalepass (Nonsberg). Nach seiner Rückkehr arbeitete er als Verkäufer und betätigte sich als Leiter der Gesellenbühne in Bozen. Anschließend fuhr er nach Wien und fand eine Stellung als Reiseleiter. Er bereiste Vorderasien, den Orient und Nordafrika. Er betrieb Tauschhandel, Gewehrschmuggel, verdingte sich als Schreiber, Bauarbeiter, Reitbursche und Zauberkünstler.
Im Jahr 1874 kehrte er zu seiner erkrankten Mutter zurück und führte gemeinsam mit ihr die Brotbank in Meran, welche sie bisher alleine geführt hatte. Außerdem übernahm er die Leitung des Gesellenvereintheaters in Meran, wo er zahlreiche Umbildungen und Erneuerungen durchführte, wie z. B. die Aufnahme von Frauen in die Theatergruppe, bessere Ausbildung und buntere Programme.
Später wurde er auch damit beauftragt, im Kurhaus „lebende Bilder“ zu erstellen. Daraufhin übernahm er die Stelle eines Vergnügungsarrangeurs der Kurverwaltung und organisierte nun Umzüge, Schaufahrten, Promenadenfeste und Tanzunterhaltungen. U. A. hat er den „Ball auf der Alm“ in Tiroler Ball umbenannt und umgestaltet. 1924 musste die Bezeichnung in Alpenball geändert werden, und 1936 wurde der gesamte Ball verboten.
1877 heiratete er Amalia Burgmann. Aus dieser Ehe gingen die Kinder Pia Anna, Adele Anna, Paul Alois und Anna hervor.
1884 wurde er in die Kurkanzlei berufen. Um 1884–1886 Erwerb der Villa Adelheid, die er in Pension Wolf umbenannte; heute (2012) 4*-Hotel Meranerhof. Die Pension führte seine Frau. 1886 organisierte er anlässlich des 50-Jahr-Jubiläums Merans als Kurstadt u. a. einen grandiosen Festzug.
1892 wurden durch seine Initiative die Meraner Volksschauspiele gegründet, welche er bis zu seinem Tod leitete.
1895 starb seine Mutter.
Im Jahr 1896 war er mit der Prinzessin Pauline von Metternich und Herrn von Leon Schirmherr des 1. Haflinger Bauerngalopprennens. Das Haflinger Bauerngalopprennen findet auch heute (2012) noch alljährlich am Ostermontag auf dem Meraner Pferderennplatz statt.
Von 1898 bis 1912 war er Kommandant der Freiwilligen Feuerwehr Meran.

## Meraner Volksschauspiele
Von 1892 bis 1914 wurden in einem Freilichttheater am Küchelberg historisch belegte Ereignisse aus der Meraner und Tiroler Geschichte in echten historischen Kostümen und mit Originalrequisiten aus jener Zeit mit bis zu 300 Mitwirkenden aufgeführt. Die Texte stammen von Karl Wolf und Georg Husterer, die Musik von Johann Grissemann. Am häufigsten wurden „Andreas Hofer“ und „Tiroler Helden“ gespielt, daneben „Andreas Hofers Auszug zur dritten Isel-Schlacht“ und „Herzog Friedl mit der leeren Tasche“. Die Literaturgeschichte bezeichnet diese Meraner Volksschauspiele als Gipfel des historischen Schauspieles. Die Wirkung war so groß, weil hier keine Berufsschauspieler auftraten, sondern das Volk sich selbst spielte. Bereits im zweiten Jahr des Bestehens wurden 27.000 Besucher gezählt. Persönlichkeiten und Künstler aus aller Welt, sogar der Kaiser und die Erzherzöge kamen zu den Meraner Volksschauspielen.
Nach seinem Tod übernahm der von ihm ausgebildete Otto Mayr als Nachfolger deren Leitung. Am Weißen Sonntag 1914 fiel der Vorhang zum letzten Mal.
Erst am 10. Mai 1959, zum 150. Jahrestag des Tiroler Freiheitskampfes, wurde diese Tradition mit dem Stück „Andreas Hofer“ im Park des Hotels Meranerhof fortgesetzt. Danach folgten in den Jahren 1989 und 2009 weitere Aufführungen dieses Stücks im Vereinshaus „Peter Thalguter“ in Algund.

## Sonstiges
In Meran wurde schon zu Lebzeiten eine Straße nach ihm benannt.

## Werke

### Bücher (chronologische Auswahl)
- Tiroler Bauernleben – 1888
- Der Burggräfler, Bilder aus dem Volksleben – Innsbruck: Verlag der Wagner’schen Univ.-Buchhandlung – 1890 digitale Ausgabe
- Ursprung des Tiroler Glückringleins – Innsbruck: o. V. – 1894[5]
- Der Kurort Meran – Zürich: o. V. – 1887[5]
- Drei Erzählungen – Innsbruck: o. V. – 1897[5]
- Geschichten aus Tirol, Samml. 1–4 – Innsbruck: o. V. – 1892–1898[5]
- Die Geschichte der Meraner Bürgercapelle 1848–1898 – Meran: o. V. – 1898[5]
- Co-Autor: Die Südbahn und ihr Verkehrgebiet in Oesterreich-Ungarn – Brünn: Rudolf M. Rohrer – 1899 digitalisierte Ausgabe
- Drei Erzählungen – Stuttgart: Adolf Bonz & Comp – um 1900[5]
- Anno dazumal und heute, Meraner Skizzen – Innsbruck 1901[5]
- Neue Geschichten aus Tirol – Innsbruck: A. Edlinger – 1902[5]
- Aus dem Volksleben Tirols – Innsbruck: A. Edlinger – 1902[5]
- Sixt und Hartl – Innsbruck: A. Edlinger – 1903
- Die alte Posterin und andere Geschichten aus Tirol – Innsbruck: A. Edlinger – 1905[5]
- Geschichten aus Tirol – Stuttgart: Adolf Bonz & Comp – 1908[5]
- Tiroler Treue – Stuttgart: o. V. – 1909[5]
- Die alte Posterin und andere Geschichten aus Tirol – Stuttgart: Adolf Bonz & Comp – o. J.
- Tiroler Helden, Geschichte des Wirts an der Mahr und des Thalerwirts – Schauspiel, o. O., o. V. o. J.[5]
- Co-Autor: Tirol im Jahre 1809, Meraner Volksschauspiele, Bilder aus dem Befreiungskampfe, Den Bühnen gegenüber als Manuscript – o. O.: Im Selbstverlage des Kurortes Meran – o. J. digitalisierte Ausgabe
- Zwei Marterln und andere Tiroler Geschichten, Leipzig: Philipp 'Reclam jun.
- Der Kurort Meran mit Ober- und Untermais und Umgebung – Zürich: Caesar Schmidt

### Theaterstücke (Auswahl)
- Tirol im Jahre 1809 – Meran 1892[5]
- Tirol im Jahre 1809, 2. Auflage – Meran 1893[5]
- Tirol im Jahre 1809 – Meran 1894[5]
- Tiroler Helden – Meran – 1894[5]
- Tiroler Treue, Bilder aus der Zeit (1414–1416) Herzogs Friedl mit der leeren Tasche in Süd- und Westtirol und am Burggrafenamte – Meran – 1901[5]
- Tirol im Jahre 1809, Bilder aus den Befreiungskämpfen, 7. Auflage – Meran 1907[5]
- Tiroler Helden, Bilder aus den Befreiungskämpfen 1809 im Eisacktal – Meran 1908[5]
- Andreas Hofer, Tirol im Jahre 1809, Bilder aus den Befreiungskämpfen – 1908[5]
- Andreas Hofer, Bilder aus den Befreiungskämpfen 1809 – Innsbruck – 1909[5]
- Andreas Hofers Auszug zur dritten Isel-Schlacht

### Zeitungsartikel(Auswahl)
- Das Testament des Landstürmers – Der Föhn – Jahrgang 1 (1909–1910), Heft 5/6, S. 145–146[5]
- Meran – Reise und Sport – 1910, Heft 10